# Kinnari vina
Kinnari vina (Sanskrit किन्नरी वीणा, kiṃnara vīṇā, Telugu kinnāra, Tamil kinnaram) ist eine historische und in der regionalen indischen Volksmusik in einigen Varianten bis heute verwendete Stabzither mit Bünden, meist ein oder zwei Saiten und zwei oder drei zur Resonanzverstärkung dienenden Kalebassen. Der Name kinnari vina für ein allgemein vina genanntes Saiteninstrument ist in Sanskrittexten seit dem 11. Jahrhundert überliefert. Form und Spielweise der kinnari vina gelten als Vorbild für die seit dem 15. Jahrhundert erwähnte Rudra vina der klassischen nordindischen Musik.

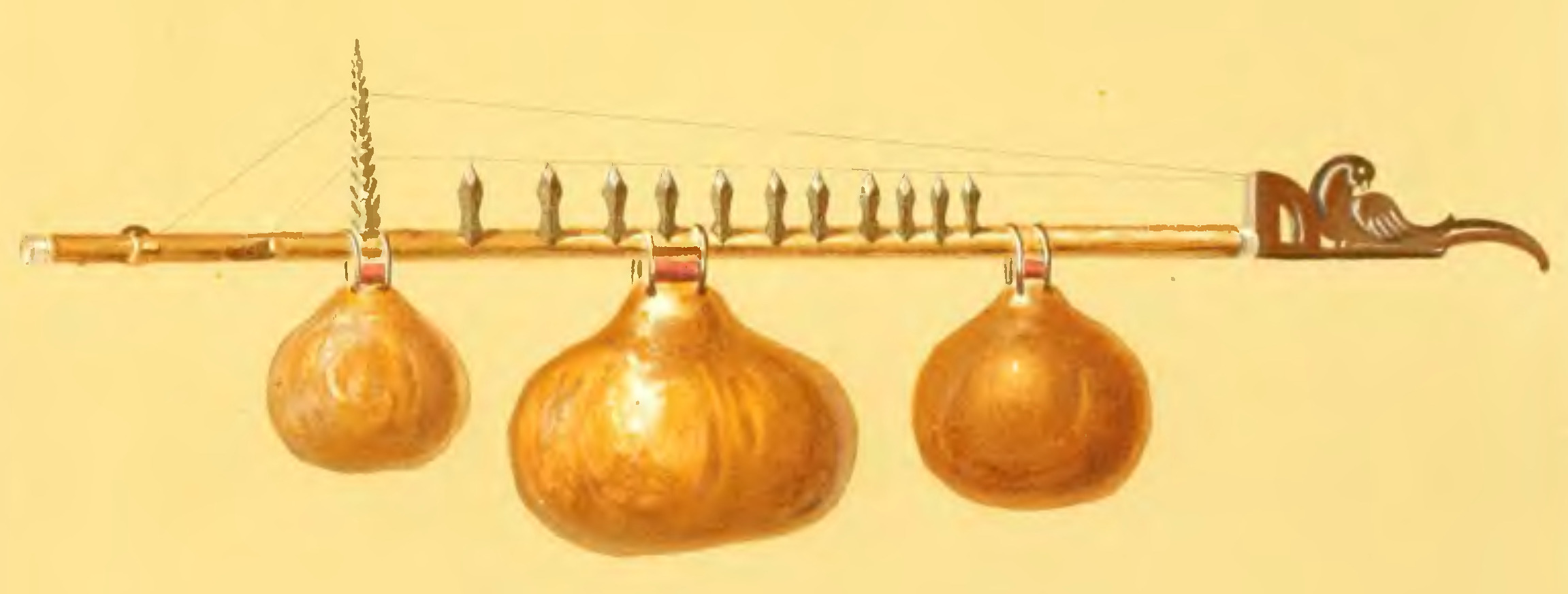
In der südindischen Volksmusik gespielte einfache Form einer kinnari vina mit zwei Saiten übereinander und elf Bünden. Abbildung von 1891

## Herkunft

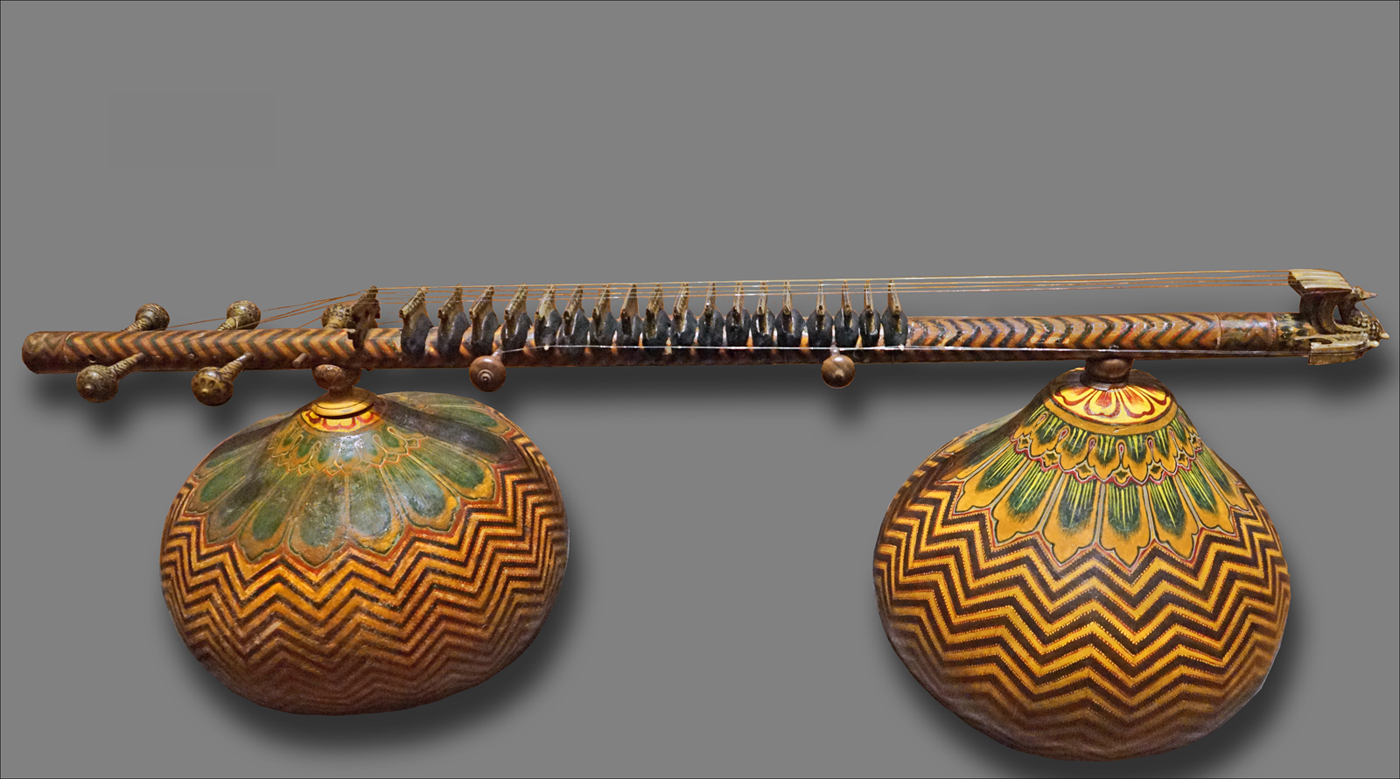
Rudra vina mit hoch stehenden Bünden und fünf Saiten in einer Ebene. Rajasthan, zweite Hälfte 18. Jahrhundert. Musikinstrumentenmuseum in der Cité de la musique, Paris

Vina ist mindestens seit dem 1. Jahrtausend v. Chr. die in Indien am weitesten verbreitete Bezeichnung für Saiteninstrumente ungeachtet ihrer Form; zuerst dokumentiert um 1000 v. Chr. im Yajurveda. Im älteren Rigveda wird das „Lied“ des Jagdbogen erwähnt, was ein Hinweis auf dessen Verwendung als Musikbogen sein könnte. Gegenüber dem Musikbogen, dem mutmaßlich ältesten Saiteninstrument, ist die Harfe entwicklungsgeschichtlich jünger. Die Bogenharfe erscheint auf Siegeln der Indus-Kultur  (3. Jahrtausend v. Chr. bis um 1800 v. Chr.) und auf frühbuddhistischen Reliefs vom 2. Jahrhundert v. Chr. bis zum 6. Jahrhundert n. Chr. In den vedischen Texten wird die vina in Nordindien als Ritualinstrument und ab der Mitte des 1. Jahrtausends v. Chr. auch als Instrument der höfischen Unterhaltungsmusik beschrieben. In der mittelvedischen Zeit (um 1200–850 v. Chr.) war vana eine alternative Bezeichnung für vina und bedeutete offenbar eine Bogenharfe mit „einhundert“ Saiten (satatantri). Der Tamil-Name für die in der ersten Hälfte des 1. Jahrtausends n. Chr. abgebildete südindische Bogenharfe war yazh. Im Natyashastra, einem um die Zeitenwende verfassten Werk über Musik und Tanz, werden unterschiedliche Saiteninstrumente namentlich genannt und behandelt. Die vipanci vina war demnach eine neunsaitige und die citra vina eine siebensaitige Bogenharfe.
Die ersten Lauten mit einem birnenförmigen Korpus und einem kurzen Hals wurden ab dem 2./3. Jahrhundert zunächst an buddhistischen Heiligtümern (Stupas) in der Region Gandhara abgebildet. In der zweiten Hälfte des 1. Jahrtausends verschwanden die Bogenharfen vollständig aus Indien und wurden von Lauteninstrumenten und von Stabzithern ersetzt.
In dieser Zeit übernahmen verschiedene Stabzithern mit Kalebassenresonatoren die Funktion als höfische Melodieinstrumente und erscheinen seitdem auch anstelle der Kurzhalslauten an Tempelwänden. Die ältesten Abbildungen von Stabzithern stammen vom Ende des 5. Jahrhunderts. Möglicherweise wurden Stabzithern bereits vorher in der Volksmusik verwendet. Als einfachste Urform von Stabzithern gilt der Typus der in der Volksmusik des nordostindischen Bundesstaates gespielten Bambusröhrenzither gintang, der in Zentralindien durch die bhuyabaja und in Nepal durch die yalambar vertreten ist. Stabzithern sind auf zahlreichen Wandmalereien und Reliefs an spätbuddhistischen und hinduistischen Heiligtümern dargestellt. Damit gehören sie zur altindischen Schicht der indischen Musikinstrumente und nicht zur ab etwa dem 10. Jahrhundert mit den muslimischen Einwanderern entstandenen indo-persischen Musiktradition.
Der persische Geograph Ibn Chordadhbeh (um 820 – um 912) berichtet von einer einsaitigen indischen Stabzither kankala mit einer Kalebasse. Auch der Name kingra, eine Variante von kengra, taucht um diese Zeit in arabischen Schriften auf. Der arabische Schriftsteller al-Dschāhiz (um 776–869) nennt ein indisches Saiteninstrument kingira, der arabische Philosoph al-Masʿūdī (um 895–956) beschreibt die kingira als einsaitiges Instrument mit einer Kalebasse als Resonanzkörper. Kingra kommt ferner in den Versen Amir Chusraus (1253–1325) vor. Außerdem spielten Chusrau zufolge die indischen Dhrupad-Sänger (kalāwant) als einziges Musikinstrument die Stabzither alawan.

### Drei Stabzithertypen
In der von Sharngadeva im 13. Jahrhundert verfassten Musiktheorie Sangitaratnakara werden die mittelalterlichen indischen Stabzithern drei hauptsächlichen Typen zugeordnet: alapini, ekatantri und kinnari. Allen gemeinsam sind ein Saitenträger aus einem Bambusrohr, eine darüber gespannte Saite und eine oder mehrere Kalebassen (tumba) zur Resonanzverstärkung. Nach Bauform und Spielweise unterscheiden sich die drei Typen.
Alapini vina:

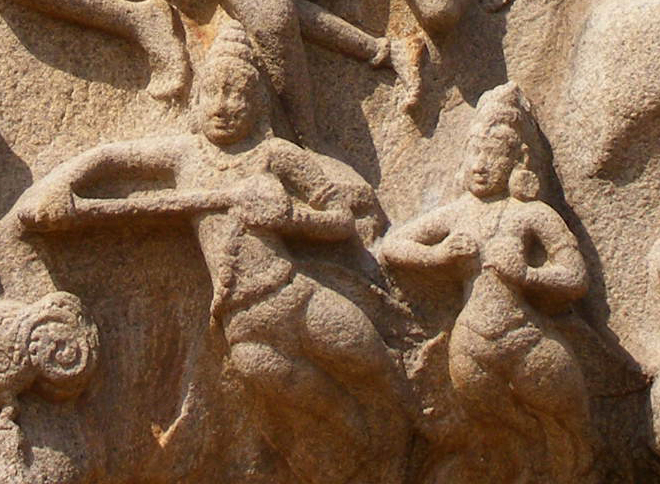
Ein Kinnara (himmlisches Wesen) spielt eine einsaitige Stabzither alapini vina mit einem Resonator aus einer Kalebassenhalbschale vor der Brust. Felsrelief in Mamallapuram, 7. Jahrhundert

Die alapini vina war eine Stabzither aus einem dünnen Saitenträger mit einer daran befestigten Kalebassenhalbschale. Auf einem Felsrelief in Mamallapuram aus dem 7. Jahrhundert ist ein Kinnara (himmlisches Wesen) zu sehen, der eine alapini vina mit der Öffnung der Kalebassenhalbschale gegen die Brust und den Saitenträger waagrecht nach rechts hält. Indem der Musiker den Abstand der Kalebassenöffnung zur Brust verändert, kann er den Klang beeinflussen. Diese erstmals im Sangitaratnakara beschriebene Spielweise verbindet die alapini vina mit der heute in der regionalen Volksmusik von Odisha verwendeten tuila sowie der ebenfalls auf die indische Tradition zurückgehenden kse diev (in Khmer „eine Saite“) in Kambodscha und der phin phia in Thailand. Mit dem Mittelfinger der rechten Hand zupfte der Musiker die Saite, während er den ausgestreckten Zeigefinger derselben Hand an bestimmten Stellen leicht auf die Saite legte und mit den Fingern der linken Hand zugleich die Saite verkürzte, um eine Reihe von Harmonischen zu produzieren.
Ekatantri vina:

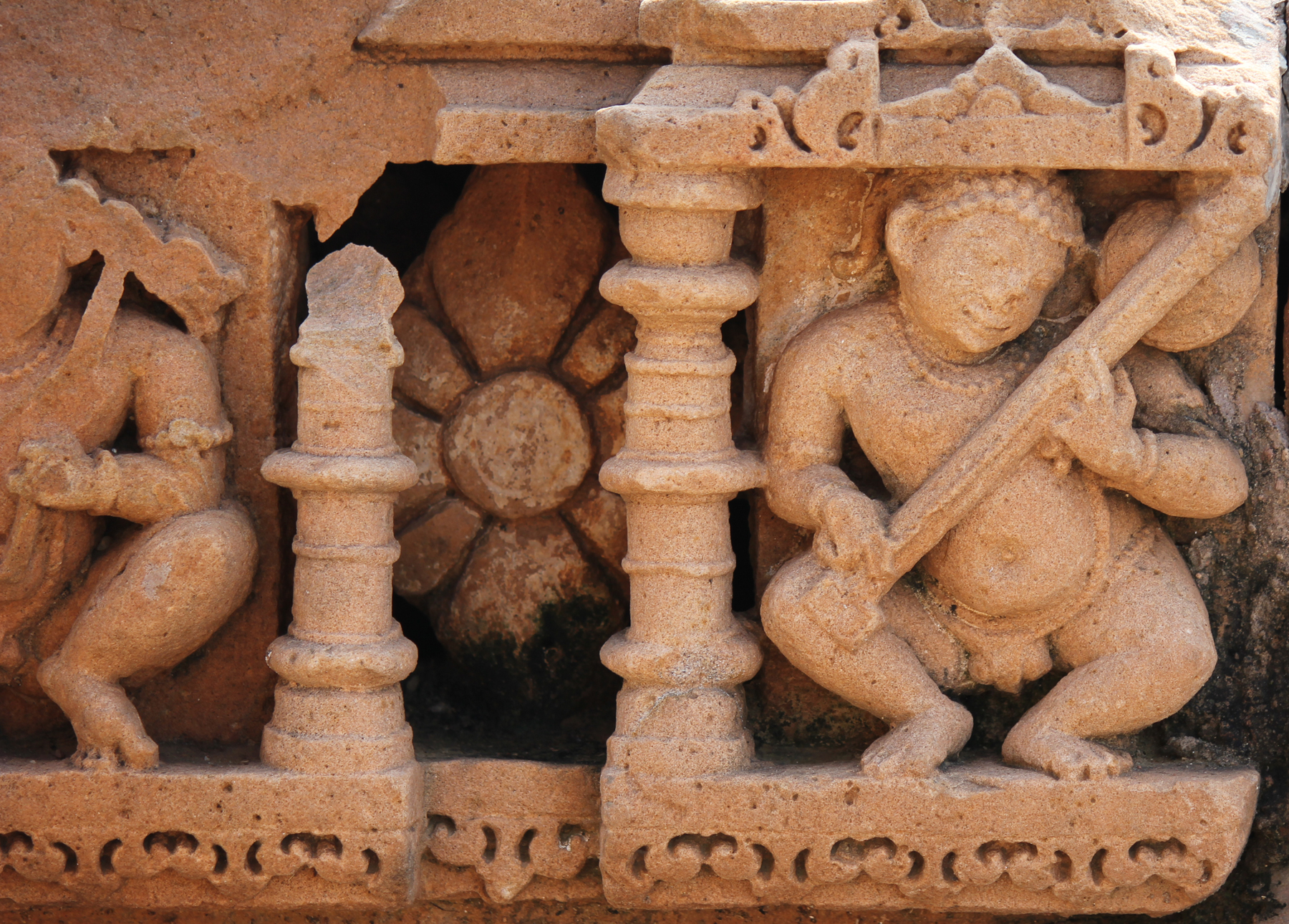
Musiker mit einer ekatantri vina. Relief am Harshnath-Tempel im Distrikt Sikar von Rajasthan aus dem 10. Jahrhundert

Bis auf diese seltenen, in regionale Volksmusiken herabgesunkenen Nachfahren ist der Typus der alapini vina verschwunden. Dagegen bildet die völlig andere Spielhaltung der ekatantri vina den Ausgangspunkt für einige vina genannte heutige Stabzithern, darunter die in der nordindischen klassischen Musik gespielte Rudra vina. Bei der ekatantri vina (Sanskrit, „einsaitig“, vgl. ektara) war eine Kalebasse am oberen Ende des Saitenträgers befestigt. Der Musiker legte die vina mit der Kalebasse über seine linke Schulter und hielt den Saitenträger schräg vor seinem Oberkörper nach unten. Im Sangitaratnakara wird die ekatantri vina als das Saiteninstrument erwähnt, das die meiste Wertschätzung genießt. Zwar ließ sich in dieser Spielposition nicht mehr durch die Bewegung des Resonanzkörpers der Klang verändern, dafür konnte der Spieler mit seiner linken Hand freier an der Saite entlang gleiten, um sie mit einem kurzen Stab (kamra oder kamrika) aus Holz oder Bambus auf dem bundlosen Saitenträger zu verkürzen. Wie bei der heutigen Rudra vina wurde die Saite mit Zeigefinger und Mittelfinger der rechten Hand gezupft. Alle Töne, nicht nur Harmonische, ließen sich so erzeugen.
Kinnari vina:
Die mittelalterliche höfische kinnari vina könnte aus älteren einfachen Stabzithern der Volksmusik gleichen Namens entwickelt worden sein. Sie entsprach in ihrer Spielhaltung der ekatantri vina, besaß jedoch am unteren Ende einen zweiten Kalebassenresonator und manchmal eine dritte Kalebasse in der Mitte. Die Saite wurde wie bei der ekatantri vina mit Zeigefinger und Mittelfinger der rechten Hand gezupft. Im Unterschied zu jener besaß die kinnari vina dem Sangitaratnakara zufolge jedoch 12 bis 14 unverschiebbare, hoch auf dem Saitenträger stehende Bünde, weshalb die Saite nicht mit einem darüber gleitenden Stab, sondern mit den Fingern verkürzt wurde. Ein Relief am Chennakeshava-Tempel in Belur vom Anfang des 12. Jahrhunderts zeigt eine weibliche Figur, die eine Stabzither mit 13 Bünden spielt. Eine weitere vina mit 13 Bünden ist auf dem Girnar, dem heiligen Berg der Jains mit zahlreichen Tempeln in einer Gruppe, am Vastupala-vihara vom Anfang des 13. Jahrhunderts abgebildet. Die heute bekannteste indische Zither mit Bünden ist die Rudra vina. Zum Typus der kinnari vina gehört beispielsweise auch die regional im nordwestlichen Indien gespielte king, die mit der kingra im 1598 für den Mogulherrscher Akbar verfassten Geschichtswerk Āʾīn-i Akbarī namensverwandt ist.
Neben diesen drei Typen erwähnt das Sangitaratnakara außerdem die Stabzithern nakula mit zwei Saiten und tritantrika mit drei Saiten. Insgesamt kommen im Sangitaratnakara zehn Bezeichnungen für unterschiedliche Saiteninstrumente (vina) vor, die zwischen dem 11. und 13. Jahrhundert in Gebrauch waren: adatantri, nakula, tritantri, chitra, vipanchi, mattakokila, alapini, kinnari, pinaki und nishant-vina. Davon war die mattakokila („trunkener Kuckuck“) mit 21 Saiten wahrscheinlich keine Stabzither, sondern eine Kastenzither wie die heutige swarmandal. Im von Ahobala im 17. Jahrhundert verfassten Musiktraktat Sangitaparijata werden acht Namen für die zu jener Zeit bekannten vina genannt: Rudra vina, Brahma vina, taumbura (von arabisch tambūr, seit dem 8. Jahrhundert, wahrscheinlich eine Langhalslaute mit Bünden, nicht die heutige tanpura), swaramandala, pinaki, kinnari und ravanakara.
Spätere Kommentare zum Sangitaratnakara, die weitere Ausführungen zu den Spielweisen machen, sind das von Simhabhupala um 1330 verfasste Sangitasudhakara und das um 1430 entstandene Kalanidhi des Autors Kallinatha. Im Āʾīn-i Akbarī von 1598 wird auch eine Stabzither sirbin mit zwei Kalebassen und drei Saiten erwähnt. Die sirbin besaß keine Bünde und wurde vermutlich mit einem Gleitstab gespielt. Moderne Weiterentwicklungen dieser zweiten Spielweise sind die vichitra vina in Nordindien und die gottuvadyam in Südindien.

### Bünde

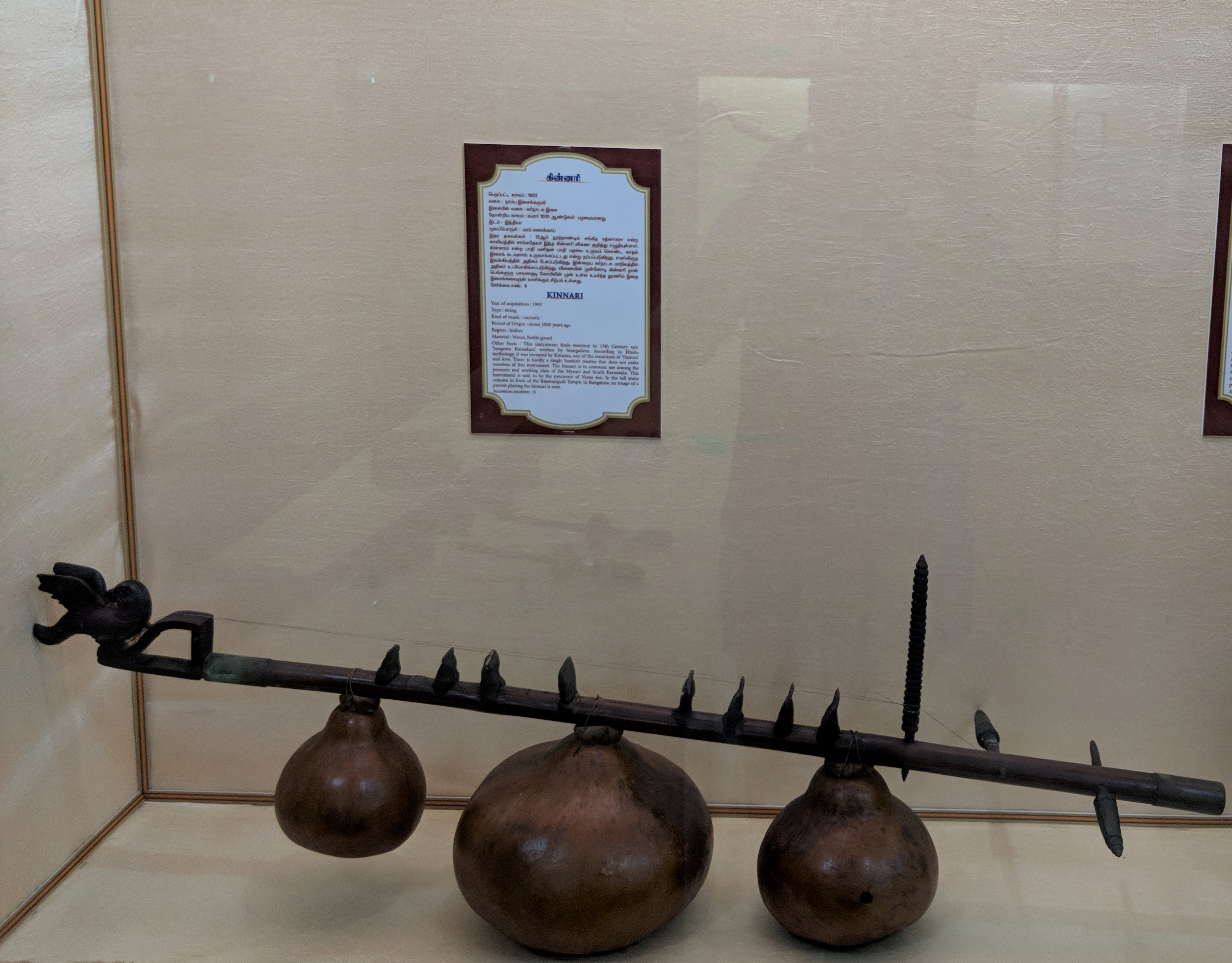
Zweisaitige kinnari vina mit drei Kalebassen und ursprünglich mindestens neun Bünden, die in der Volksmusik von Karnataka gespielt wurde. Government Museum, Chennai, Tamil Nadu

Der gegenüber den anderen alten Stabzithern hauptsächliche Unterschied in der Bauform besteht in den Bünden der kinnari vina. Eine Saite mit den Fingern zu verkürzen, um mehrere Töne zu produzieren, anstelle mehrere Saiten für jeweils nur einen Ton zu zupfen wie bei der Harfe basiert auf der evolutionären Idee, das Musikinstrument zu verkleinern und besser transportierbar zu machen (analog zur Einführung der Grifflochflöte gegenüber einem Panflötenbündel). Dass die Saite Bünde erhielt, ist für diesen Entwicklungsschritt nicht zwingend erforderlich. Ab wann die Saite der Stabzither durch Bünde in feste Tonstufen eingeteilt wurde, ist unklar. Die ersten Bünde sind an guptazeitlichen Darstellungen von Halslauten nachweisbar. Ein Relief in den buddhistischen Höhlen von Ajanta (Pfeiler in Höhle 4) aus dem 5. Jahrhundert zeigt einen Musiker mit einer birnenförmigen Kurzhalslaute, bei der am Übergang zwischen Hals und Korpus Bünde zu erkennen sind. Ein Relieffragment des 6. Jahrhunderts am Parvati-Tempel von Nachna-Kuthura, einem der frühesten erhaltenen Hindutempel, zeigt ebenfalls eine Kurzhalslaute mit Bünden auf dem Griffbrett. Diese Darstellungen belegen, dass Bünde an Lauten in Indien lange vor Einführung der Stabzithern bekannt waren.
Stabzithern mit Bünden sind seit dem 12. Jahrhundert von Abbildungen bekannt. Fixierte Bünden auf dem Griffbrett von Saiteninstrumenten setzen die Festlegung auf eine Tonskala voraus. Die sieben Hauptöne der Tonleiter (Sanskrit svara, „Tonstufe“) in der klassischen Musiktheorie wurden im Natyashastra (um 2. Jahrhundert v. Chr. – 2. Jahrhundert n. Chr.) festgelegt. Eine der westlichen Chromatik ähnliche Skala mit zwölf Tonstufen entwickelte sich mutmaßlich im 7. Jahrhundert und für diese Tonstufen könnten im 10. Jahrhundert Bünde an Stabzithern eingeführt worden sein. Im 1550 von Ramamatya verfassten Musiktraktat Svaramelakalanidhi wird die Anordnung von festen Bünden an einer vina behandelt. Der Beschreibung zufolge scheinen selbst zu dieser Zeit fixierte Bünde noch relativ wenig üblich gewesen zu sein.

## Wortverbreitung

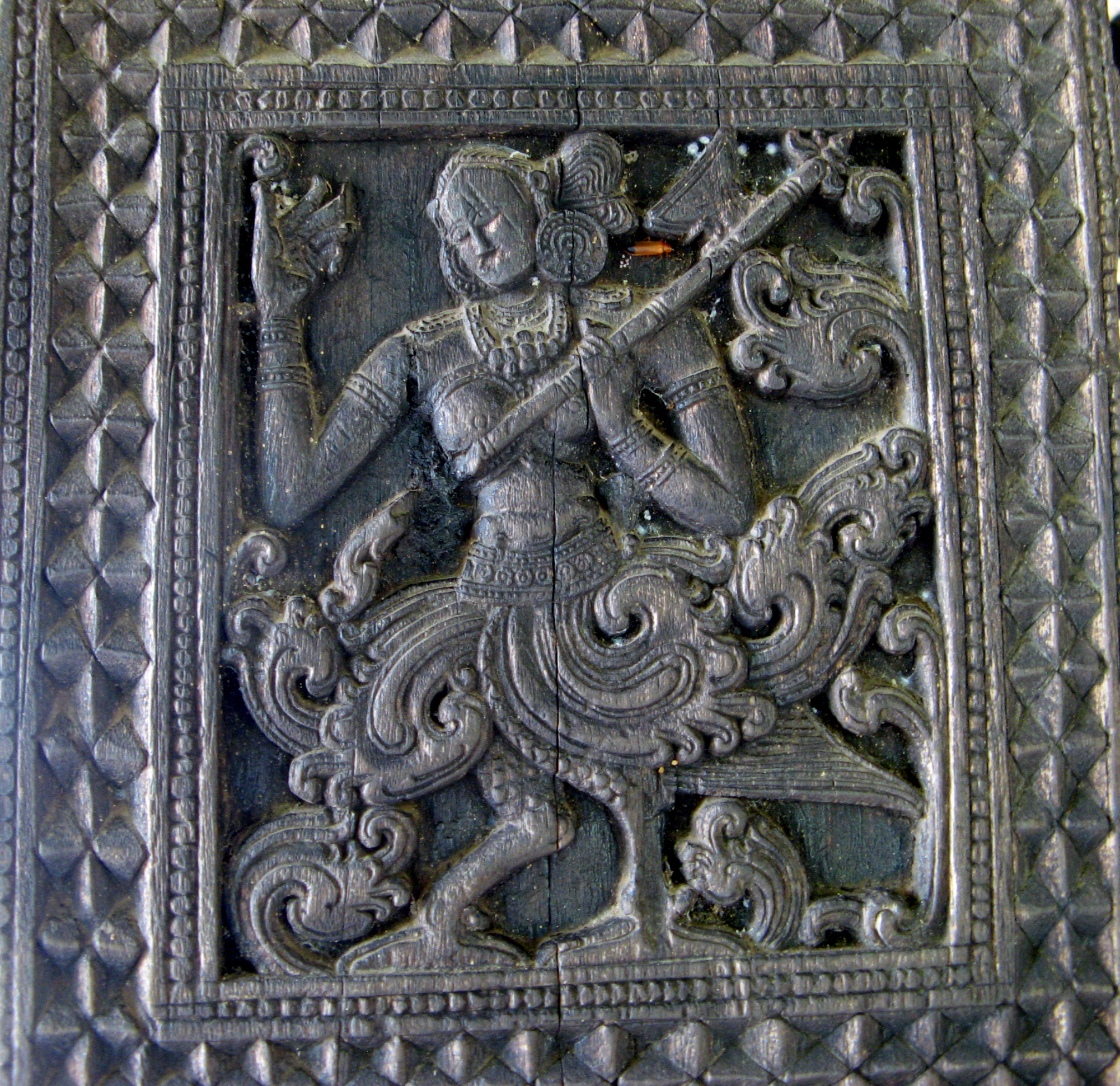
Eine Kinnari mit einer Stabzither in der linken Hand. Holzrelief am Embekka-Tempel nahe Kandy, Sri Lanka. Erbaut unter König Vikramabahu III (reg. 1357–1377)

Der Instrumentenname kinnari vina wird erstmals in der Sanskrit-Märchensammlung Kathasaritsagara des im 11. Jahrhundert in Kaschmir lebenden Brahmanen Somadeva erwähnt. Darin geht es um eine menschenfressende Dämonin (yakshini), die tanzt und auf einer kinnari aus Knochen spielt. Da das Saiteninstrument nicht weiter beschrieben wird, scheint es um diese Zeit unter diesem Namen bereits allgemein bekannt gewesen zu sein.
Der Namenszusatz kinnari bezieht sich auf das in der indischen Mythologie vorkommende weibliche Wesen Kinnari (männlich Kinnara), das gleichermaßen in den Anschauungen von Hindus und Buddhisten in Indien und Südostasien verbreitet ist. Kinnari und Kinnara sind Mischwesen aus dem Oberkörper eines Menschen und der unteren Hälfte eines Vogels oder aus einem Menschenkörper mit Pferdekopf oder aus einem Pferdekörper mit Menschenkopf (Kentaur, altgriechisch kéntauros). In Kambodscha hieß im 9. und 10. Jahrhundert die aus Indien eingeführte Stabzither kinnara. Kinnara ist auch der altjavanische Name für Stabzithern auf Java. Kinnaris erscheinen häufig auf Reliefs an mittelalterlichen indischen Tempeln, wo sie himmlische Musikantinnen darstellen und in dieser Eigenschaft den Gandharvas ähneln.
C. R. Day (1891) stellte wegen der Namensähnlichkeit eine Verbindung zur biblischen Leier kinnor her und vermutete einen gemeinsamen Ursprung beider unterschiedlicher Saiteninstrumente in sehr alter Zeit. Day verweist auf die mythische Erzählung, wonach die kinnari vina deshalb so alt sei, weil eine zu den himmlischen Musikerinnen gehörende Kinnari, die sich im Himmel des Schöpfergottes Brahma, dem Brahmaloka, aufhalten, sie erfunden habe. Der vermutete sprachliche Zusammenhang zwischen Hebräisch kinnor, altgriechisch kéntauros und Sanskrit kinnara wurde nachfolgend von mehreren Autoren aufgegriffen. Der Musikinstrumentenname kinnor ist älter als das hebräische Wort im Alten Testament. Der akkadische Name für eine Leier, kinaru (Plural kinaratim; „Leierspieler“: kinaruhuli), wird erstmals auf einer Tontafel aus dem 18. Jahrhundert v. Chr. des Mari-Archivs erwähnt. Etymologisch zugehörig sind auch einige altorientalische Götternamen wie Kinyras, Kinnaras und Kuthar sowie der biblische Ortsname Kinneret für eine Stadt am See Genezareth.
Henry George Farmer (1938) verweist auf ein neben dem bekanntesten Saiteninstrument der Sassanidenzeit (224–642) in Persien, der Winkelharfe tschang, weiteres Musikinstrument mit mehreren unverkürzt gezupften Saiten, genannt mittelpersisch kannār, vielleicht eine Leier wie die kinnor. Den Namen kannār verbindet er mit hebräisch kinnor, arabisch kinnāra, Sanskrit kinnāri und außerdem mit dem von arabischen und persischen Autoren im 9./10. Jahrhundert erwähnten Namen kingira. In Persien ist der Instrumentenname kingira noch für das 14. und 17. Jahrhundert belegt.
Die sassanidische Harfe wurde auch vūn und später van genannt (verwandt mit vīn(a)). Laut Farmer gab es eine (namentliche) Kombination dieser beiden unterschiedlichen Saiteninstrumente, die mittelpersisch als vūn kannār (entspräche Sanskrit kinnari vina) bekannt war. Vermutet wird, dass es sich um eine Art Lauten-Leier oder um eine Langhalslaute mit einem Resonanzkörper in Form eines Straußeneis gehandelt haben könnte. Im letztgenannten Fall wird die Definition der kinnari vina von Sourindro Mohun Tagore (1877) zugrunde gelegt. Der bengalische Musikwissenschaftler beschreibt die kinnari vina als eine Variante der kacchapi vina (eine indische Langhalslaute), die von Frauen in früheren Zeiten in der klassischen Musik gespielt wurde. Die Saiten wurden mit einem Gleitstab verkürzt und der Resonanzkörper bestand laut Tagore aus einem Ei. Dieselbe Beschreibung liefert 1888 Troilokyanath Mukhopadhyay (T. N. Mukharji), der damalige Kurator des Indian Museum in Kolkata. Der Korpus des von Frauen gespielten Lauteninstruments war demnach kleiner als bei der kacchapi vina und bestand entweder aus Metall oder aus einem Ei. Mukharji gibt auch die indische Auffassung wieder, diese kinnari vina sei der Ursprung des biblischen kinnor gewesen.
In der regionalen Volksmusik im südindischen Bundesstaat Tamil Nadu bezeichnet kinnaram (Tamil கின்னாரம்) eine alte einsaitige Spießgeige mit einem runden Resonator aus einer Kalebasse oder einer Kokosnussschale mit einer Decke aus Tierhaut. Der Musiker gleitet mit einem Finger der linken Hand über die Saite, ohne diese auf dem Bambusstab niederzudrücken. Die Fiedel ist auch als agappai kinnari bekannt.

## Bauform und Verbreitung

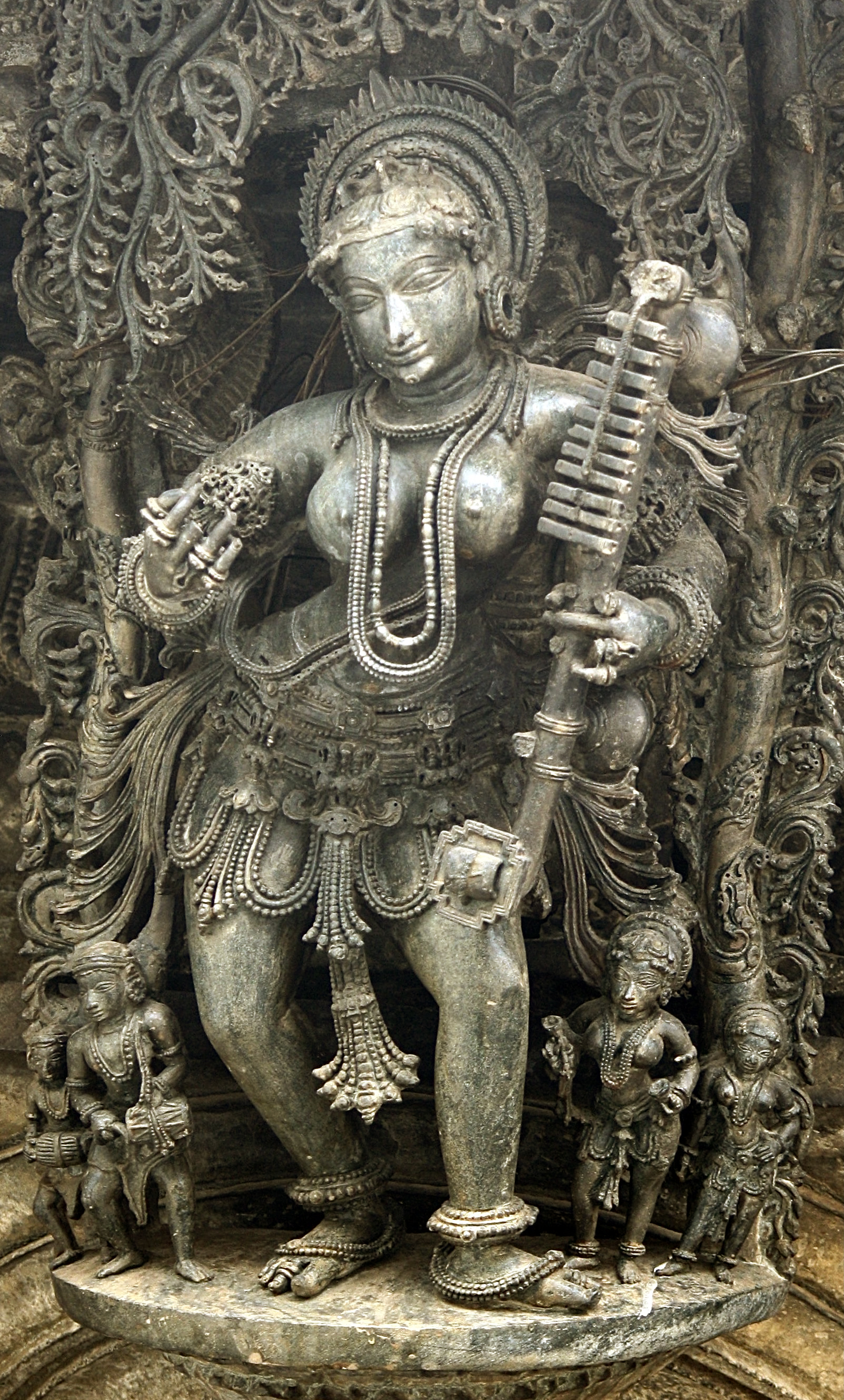
Musiker mit einer kinnari vina. Relief am Chennakeshava-Tempel in Belur, 12. Jahrhundert

Die kinnari vina des Mittelalters war die ausgereifteste indische Stabzither. Ihre Saite wurde an einem hölzernen Wirbel gestimmt und anstelle eines Gleitstabes wie bei der ekatantrika vina mit den Fingern verkürzt. Häufig besaß die kinnari vina neben der Melodiesaite weitere Bordunsaiten. Dadurch wurde die kinnari vina nicht nur zum Vorbild für die klassische Rudra vina, sondern auch für einige bis heute verwendete Volksmusikinstrumente. Die in der nordindischen klassischen Musik gespielte Rudra vina, auch bin, mit einem Holzstab als Saitenträger und zwei großen Kalebassen wird ab der Mitte des 15. Jahrhunderts in höfischen Schriften des muslimischen Sultanats von Delhi erwähnt. In der frühen Mogulzeit (Mitte des 16. Jahrhunderts) wurde die dreisaitige bin von der zweisaitigen kinnari vina unterschieden.
Die kinnari vina mit ihren laut dem Sangitaratnakara 12 bis 14 verschiebbaren Bünden und zwei oder drei Kalebassen beschreibt C. R. Day (1891) als ein zu seiner Zeit einfaches Volksmusikinstrument, das in ländlichen Regionen des Fürstenstaates Mysore einschließlich der Küstenregion um die Stadt Mangaluru vorkam. Demnach bestand die kinnari vina Ende des 19. Jahrhunderts in Südindien aus einem rund 75 Zentimeter langen Bambusrohr oder einem Holzstab als Saitenträger, über den zwei Drahtsaiten gespannt sind. Die zwei im Abstand von einer Quarte oder Quinte gestimmten Saiten führen in unterschiedlicher Höhe über 12 Bünde aus den Schuppen eines Schuppentiers oder häufiger aus Knochen oder Metall und über einen hohen Steg. Die Bünde werden entsprechend der zu spielenden Skala (Raga) angeordnet. Day erwähnt den geringen Tonvorrat und den schwachen, dünnen Klang. Ein Stabende bleibt unverziert oder wird dekorativ nach oben gebogen und am anderen Ende ist, wie auch auf manchen alten Tempelreliefs erkennbar, ein aus Holz geschnitzter Vogel aufgesetzt. P. Sambamoorthy (1931) erwähnt zwei oder drei Saiten und nur Knochen oder Metall als Material für die mit einem Harz aufgeklebten Bünde.
Curt Sachs (1923) hebt die Besonderheit der südindischen kinnari vina hervor. Bei dieser seltenen Stabzither mit drei oder vier Kalebassen verlaufen die zwei oder vier Drahtsaiten über Kerben in unterschiedlicher Höhe an einem hoch auf dem Bambusrohr aufgestellten Steg. Damit sind die Saiten nicht wie üblich nebeneinander, sondern übereinander angeordnet, ähnlich wie bei der westafrikanischen Stegharfe mvet. Lediglich die untere Saite dient als Melodiesaite, die auf den Bünden verkürzt wird, die oberen Saiten werden leer als Bordun gezupft.
Zu den in der heutigen Volksmusik verwandten Stabzithern gehören neben der von C. R. Day beschriebenen großen kinnari vina mit drei Kalebassen in Karnataka (im Bereich des früheren Fürstenstaates Mysore) die jantar mit zwei Saiten und zwei Resonatoren in Rajasthan sowie die jantarungrai mit zwei Saiten und einer Kalebasse bei den Saora (einer Adivasi-Gruppe) in Odisha.
Die außerdem zum kinnari vina-Typ gehörende king im Punjab und in Jammu und Kashmir ist eine etwa 80 Zentimeter lange Stabzither mit sieben Bünden, einem breiten Steg und zwei großen Kalebassen, die mit hölzernen Verbindungsstücken an der Unterseite des Saitenträgers befestigt sind. Die einzige Metallsaite wird an einem seitlichen Wirbel gespannt. Der Musiker hält die king wie die Rudra vina schräg vor seinem Oberkörper mit einer auf der Schulter ruhenden Kalebasse. Der Name king ist wie kendra von kinnari abgeleitet.
Die heutige kendra ist eine 60 Zentimeter lange Bambusstabzither mit zwei Metallsaiten und zwei Kalebassen in Rajasthan. Die Saiten verlaufen von zwei seitenständigen Wirbeln über einen senkrecht aufgestellten Steg und werden mit einem Plektrum gezupft. Der Spieler produziert mit der kendra Borduntöne zur Begleitung epischer Lieder. Er gehört zur Jogi-Kaste, die als professionelle Wandermusiker herumziehen.
Eine andere einfache Stabzither bei den Saora, die nach ihrer Spielweise typologisch nicht zur kinnari vina gehört, ist die mittelgroße kullutan rajan. An einem Ende des Saitenträgers ist eine an der Unterseite offene Kalebasse befestigt. Eine Melodiesaite verläuft von einem senkrecht aufstehenden Holzwirbel über etwa fünf mit Wachs festgeklebte Bünde zum anderen Ende. Eine weitere Bordunsaite führt seitlich bis zu einem schräg stehenden Wirbel. Die Methode, die Kalebasse zur Klangmodulation gegen die Brust zu halten, entspricht der mittelalterlichen alapini vina und der tuila in Odisha. Die Kombination dieser Spielweise mit einer Reihe von Bünden wie bei der kinnari vina verbindet die kullutan rajan auch mit der gogon jenro in Odisha und außerhalb Indiens mit einigen Stabzithern in Südostasien, die als wahrscheinliche Vorbilder für die ostafrikanische Plattstabzither zeze gelten.